# Liste von Denkmälern für Frauen in Italien
Die Liste von Denkmälern für Frauen in Italien gibt einen Überblick über Denkmäler im engeren Sinne, also über Skulpturen, Plastiken und dergleichen, die in Italien an bestimmte Frauen erinnern. Die Liste enthält nur Denkmäler für namentlich genannte, historisch verankerte Frauen, auch wenn ihre Historizität umstritten ist, nicht aber literarische Figuren oder Figuren aus Legende und Märchen ohne konkreten geschichtlichen Bezug.

## Listen

### Norditalien
| Bild | geehrte Frau | Art               | Künstler                     | Jahr     | Region                  | Ort                                  |
| ---- | --- | ----------------- | ---------------------------- | -------- | ----------------------- | ------------------------------------ |
|      | Joséphine Duc-Teppex (1855–1947), Journalistin | Büste             |                              |          | Aostatal                | Aosta                                |
|      | Elisabetta Farnese (1692–1766), Königin von Spanien | Relief            | Giuliano Mozzani             | 1721     | Emilia-Romagna          | Borgo Val di Taro                    |
|      | Maria Melato (1885–1950), Schauspielerin | Halbfigur         | Michele Vedani               | 1954     | Emilia-Romagna          | Reggio Emilia                        |
|      | Clelia Barbieri (1847–1870), Heilige, Ordensgründerin                                                                                                   |                   |                              |          | Emilia-Romagna          | San Giovanni in Persiceto, Le Budrie |
|      | Irma Marchiani (1911–1944), Partisanin | Relief            |                              | 1970     | Emilia-Romagna          | Pavullo nel Frignano                 |
|      | Maria Goretti (1890–1902), Vergewaltigungsopfer, Heilige                                                                                                | Standbild         | Maurizio Goretti             | 2021     | Emilia-Romagna          | Castel Bolognese                     |
|      | Anita Garibaldi (1821–1849), Revolutionärin (Garibaldi e Anita in fuga attraverso le valli di Comacchio; zusammen mit ihrem Ehemann Giuseppe Garibaldi) | Standbild         | Nicola Zamboni, Sara Bolzani | 2021     | Emilia-Romagna          | Comacchio, Porto Garibaldi           |
|      | Anita Garibaldi (1821–1849), Revolutionärin (Monumento ai Caduti per l'Indipendenza e per la Libertà d'Italia)                                          | Standbild         | Cesare Zocchi                | 1888     | Emilia-Romagna          | Ravenna                              |
|      | Grazia Deledda (1871–1936), Schriftstellerin, Nobelpreisträgerin (La pastora sarda)                                                                     | Standbild         | Angelo Biancini              | 1956     | Emilia-Romagna          | Cervia                               |
|      | Anita Garibaldi (1821–1849), Revolutionärin | Büste             | Giannantonio Bucci           | 1999     | Emilia-Romagna          | Cesenatico                           |
|      | Maria Boorman Ceccarini (1840–1903), Philanthropin | Standbild         | Leonardo Lucchi              | 2012     | Emilia-Romagna          | Riccione                             |
|      | Angioletta delle Rive (1580–1651), Opfer der Hexenverfolgungen                                                                                          | abstrakte Plastik |                              | 2009     | Friaul-Julisch Venetien | Pordenone                            |
|      | Adelaide Ristori (1822–1906), Schauspielerin | Standbild         | Antonio Maraini              | 1913     | Friaul-Julisch Venetien | Cividale del Friuli                  |
|      | Elisabeth „Sisi“ von Österreich-Ungarn (1837–1898), Kaiserin von Österreich                                                                             | Standbild         | Franz Seifert                | 1912     | Friaul-Julisch Venetien | Triest                               |
|      | Letizia Fonda-Savio (1897–1993), Tochter von Italo Svevo, Dichterin, Aktivistin                                                                         | Büste             | Nino Spagnoli                | 1998     | Friaul-Julisch Venetien | Triest                               |
|      | Margarethe von Italien (1851–1926), Königin von Italien                                                                                                 | Standbild         | Italo Griselli               | 1940     | Ligurien                | Bordighera                           |
|      | Ilaria del Carretto (1379–1405), Adlige | Standbild         | Flavio Furlano               | 2007     | Ligurien                | Zuccarello                           |
|      | Katharina von Siena (1347–1380), Mystikerin, Heilige |                   | Ettore Mariani               | 1966     | Ligurien                | Varazze                              |
|      | Margareta von Antiochia (um 300), Jungfrau, Märtyrerin, Heilige                                                                                         | Standbild         |                              | 1993     | Ligurien                | Santa Margherita Ligure              |
|      | Caterina Bixio (1871–1949), Fischverkäuferin | Büste             | Francesco Messina            | 1957     | Ligurien                | Sestri Levante                       |
|      | Mariele Ventre (1939–1995), Gründerin des Kinderchors Piccolo Coro dell’Antoniano                                                                       | Standbild         | Alfredo Gioventù             | 2000     | Ligurien                | Sestri Levante                       |
|      | Mafalda von Savoyen (1902–1944), Tochter von König Viktor Emanuel III., starb im KZ Buchenwald                                                          | Standbild         | Massimo Clerici              | 2002     | Lombardei               | Como                                 |
|      | Cristina Trivulzio Belgiojoso (1808–1871), | Standbild         | Giuseppe Bergomi             | 2021     | Lombardei               | Mailand                              |
|      | Margherita Hack (1922–2013), Astrophysikerin (Sguardo fisico)                                                                                           | Standbild         | Daniela Olivieri („Sissi“)   | 2022     | Lombardei               | Mailand                              |
|      | Ada Negri (1870–1945), Schriftstellerin | Standbild         |                              |          | Lombardei               | Motta Visconti                       |
|      | Francesca Saverio Cabrini (1850–1917), Heilige | Büste             |                              | vor 1946 | Lombardei               | Sant’Angelo Lodigiano                |
|      | Francesca Saverio Cabrini (1850–1917), Heilige | Standbild         | Enrico Manfrini              | 1987     | Lombardei               | Sant’Angelo Lodigiano                |
|      | Barbara von Nikomedien (3. Jh.), Heilige | Standbild         |                              | 1966     | Lombardei               | Pontida                              |
|      | Angela Merici (1474–1540), Gründerin der Ursulinen, Heilige                                                                                             | Standbild         |                              | 1772     | Lombardei               | Desenzano del Garda                  |
|      | Mafalda von Savoyen (1902–1944), Tochter von König Viktor Emanuel III., starb im KZ Buchenwald                                                          | Büste             | Studio Scaramella            | 2013     | Piemont                 | Rivoli                               |
|      | Mafalda von Savoyen (1902–1944), Tochter von König Viktor Emanuel III., starb im KZ Buchenwald                                                          | Büste             |                              | 2001     | Piemont                 | Alessandria                          |
|      | Elisabeth von Sachsen (1830–1912), Herzogin von Genua                                                                                                   | Büste             |                              | 1930     | Piemont                 | Stresa                               |
|      | Maria Mazzarello (1837–1881), Nonne, Heilige | Büste             |                              | 2017     | Piemont                 | Nizza Monferrato                     |
|      | Barbara von Nikomedien (3. Jh.), Heilige | Standbild         | Johann Baptist Moroder       | 1991     | Südtirol                | St. Ulrich in Gröden                 |
|      | Elisabeth „Sisi“ von Österreich-Ungarn (1837–1898), Kaiserin von Österreich                                                                             | Standbild         | Hermann Klotz                | 1903     | Südtirol                | Meran                                |
|      | Katharina Lanz (1771–1854), Freiheitskämpferin | Standbild         |                              |          | Südtirol                | Enneberg                             |
|      | Katharina Lanz (1771–1854), Freiheitskämpferin |                   | Josef Parschalk              | 1912     | Venetien                | Livinallongo del Col di Lana         |
|      | Cecilia (um 1500), Geliebte des Malers Giorgione, Modell für das Gemälde Schlummernde Venus                                                             | Standbild         | Sergio Comacchio             | 2001     | Venetien                | Castelfranco Veneto                  |
|      | Barbara von Nikomedien (3. Jh.), Heilige |                   |                              | 1961     | Venetien                | Montebelluna                         |
|      | Barbara von Nikomedien (3. Jh.), Heilige | Standbild         | Vasco Milani                 | 2011     | Venetien                | Scorzè                               |

### Mittelitalien
| Bild | geehrte Frau | Art             | Künstler                        | Jahr     | Region  | Ort                         |
| ---- | --- | --------------- | ------------------------------- | -------- | ------- | --------------------------- |
|      | Ilaria Alpi (1961–1994) und Maria Grazia Cutuli (1962–2001), während der Berufsausübung getötete Journalistinnen            | Standbild       | Mario Vinci                     | 2003     | Latium  | Acquapendente               |
|      | Rosa von Viterbo (1233–1250), Mystikerin, Heilige                                                                           | Standbild       |                                 |          | Latium  | Viterbo                     |
|      | Anita Garibaldi (1821–1849), Revolutionärin                                                                                 | Büste           | Luca Rampazzi                   | 2019     | Latium  | Rieti                       |
|      | Augustina Pietrantoni (1864–1894), Ordensfrau, Krankenschwester, Heilige                                                    | Standbild       |                                 | vor 2001 | Latium  | Pozzaglia Sabina            |
|      | Mutter Teresa (1910–1997), indische Missionarin, Heilige                                                                    |                 | Giovanni Gisondi                | 2016     | Latium  | Rom                         |
|      | Jeanne d’Arc (1412–1431), französische Widerstandskämpferin                                                                 |                 | Maxime Real del Sarte           | 1954     | Latium  | Rom                         |
|      | Colomba Antonietti (1826–1849), Freiheitskämpferin                                                                          | Büste           |                                 | 1911     | Latium  | Rom                         |
|      | Anita Garibaldi (1821–1849), Revolutionärin                                                                                 | Reiterstandbild | Mario Rutelli                   | 1932     | Latium  | Rom                         |
|      | Katharina von Siena (1347–1380), Mystikerin, Heilige (Engelsburg)                                                           | Standbild       | Francesco Messina, Marco Loreti | 1961     | Latium  | Rom                         |
|      | Vittoria Colonna (1492–1547), Dichterin                                                                                     | Büste           | Carlo Nivelle                   | 1887     | Latium  | Rom                         |
|      | Grazia Deledda (1871–1936), Schriftstellerin, Nobelpreisträgerin                                                            | Büste           | Amalia Camboni                  | 1947     | Latium  | Rom                         |
|      | Katharina von Siena (1347–1380), Mystikerin, Heilige                                                                        | Büste           | Arturo Viligiardi               | 1927     | Latium  | Rom                         |
|      | Maria Goretti (1890–1902), Vergewaltigungsopfer, Heilige                                                                    | Standbild       | Lavinio Marmi                   | 2003     | Latium  | Nettuno                     |
|      | Maria de Mattias (1805–1866), Ordensgründerin, Heilige                                                                      | Büste           | Gabriele Jagnocco               | 2003     | Latium  | Sabaudia                    |
|      | Maria de Mattias (1805–1866), Ordensgründerin, Heilige                                                                      | Standbild       |                                 | 1952     | Latium  | Vallecorsa                  |
|      | Maria Caterina Troiani (1813–1887), Ordensschwester                                                                         | Standbild       |                                 | 1985     | Latium  | Ferentino                   |
|      | Teresa, Cecilia und Antonia Faioli (18. Jh.), Ordensgründerinnen                                                            | Standbild       | Angelo Canevari                 | 1989     | Latium  | Fiuggi                      |
|      | Maria de Mattias (1805–1866), Ordensgründerin, Heilige                                                                      |                 |                                 | 1992     | Latium  | Acuto                       |
|      | Angelita von Anzio, Kleinkind, das in der Schlacht von Anzio verschwand                                                     | Standbild       | Sergio Cappellini               | 1979     | Latium  | Anzio                       |
|      | Barbara von Nikomedien (3. Jh.), Heilige                                                                                    | Standbild       |                                 | 1946     | Marken  | Montefelcino, Fontecorniale |
|      | Maria Montessori (1870–1952), Pädagogin                                                                                     | Metallplastik   | Mario Sorbi                     | 2010     | Marken  | Chiaravalle                 |
|      | Stamira (12. Jh.), soll sich für die Stadt Ancona geopfert haben                                                            | Standbild       | Guido Armeni                    | 2005     | Marken  | Ancona                      |
|      | Veronica Giuliani (1660–1727), Heilige                                                                                      |                 |                                 |          | Marken  | Mercatello sul Metauro      |
|      | Margarete von Città di Castello (1287–1320), Nonne, Heilige                                                                 |                 |                                 | 1987     | Marken  | Mercatello sul Metauro      |
|      | Maria Beatrice d’Este (1750–1829), Herzogin von Massa und Carrara                                                           | Standbild       | Pietro Fontana                  | 1824     | Toskana | Carrara                     |
|      | Maria Luisa von Spanien (1782–1824), Königin von Etrurien, Herzogin von Lucca                                               | Standbild       | Lorenzo Bartolini               | 1843     | Toskana | Lucca                       |
|      | Kinzica de' Sismondi (um 1000), sagenhafte Retterin der Stadt Pisa bei einem Sarazenenangriff 1004                          | Standbild       | Angelo Ciucci                   | 2005     | Toskana | Pisa                        |
|      | Olave Baden-Powell (1889–1977), Mitbegründerin der Pfadfinderinnenbewegung (zusammen mit ihrem Ehemann Robert Baden-Powell) | Holzstatue      |                                 |          | Toskana | Pistoia                     |
|      | Sibilla Aleramo (1876–1960), Schriftstellerin, Feministin (Abbraccio; zusammen mit Dino Campana)                            | Standbild       | Valentino Moradei               | 2016     | Toskana | Florenz                     |
|      | Maria Lucia Galleni (1772–1842), Großmutter von Giosuè Carducci                                                             | Standbild       | Flavio Melani                   | 1994     | Toskana | Castagneto Carducci         |
|      | Actinea und Gräciniana („Attinia e Greciniana“; um 300), Märtyrerinnen, Heilige                                             | Standbild       | Flavio Melani                   | 2019     | Toskana | Volterra                    |
|      | Dina Ferri (1908–1930), Dichterin                                                                                           | Standbild       | Andrea Roggi                    | 2006     | Toskana | Radicondoli                 |
|      | Katharina von Siena (1347–1380), Mystikerin, Heilige                                                                        | Standbild       |                                 |          | Toskana | Siena                       |
|      | Lucia von Syrakus (283–304), Jungfrau, Märtyrerin, Heilige                                                                  | Standbild       |                                 |          | Toskana | Marciano della Chiana, Cesa |
|      | Margareta von Cortona (1247–1297), Heilige                                                                                  | Standbild       | Pompilio Ticciati               | 1776     | Toskana | Cortona                     |
|      | Veronica Giuliani (1660–1727), Heilige                                                                                      | Standbild       |                                 | 1989     | Umbrien | Città di Castello           |
|      | Colomba Antonietti (1826–1849), Widerstandskämpferin                                                                        | Büste           |                                 | 1964     | Umbrien | Bastia Umbra                |
|      | Madonna Pica, Mutter von Franz von Assisi (zusammen mit ihrem Mann)                                                         | Standbild       | Roberto Joppolo                 | 1984     | Umbrien | Assisi                      |
|      | Maria Teresa Fasce (1881–1947), Äbtissin, Selige                                                                            | Standbild       | Eros Pellini                    | vor 1993 | Umbrien | Cascia                      |
|      | Rita von Cascia (1381–1447), Nonne, Heilige                                                                                 | Standbild       | Nayef Alwan                     | 2015     | Umbrien | Cascia                      |

### Süditalien
| Bild | geehrte Frau | Art                      | Künstler / Künstlerin    | Jahr   | Region     | Ort                     |
| ---- | --- | ------------------------ | ------------------------ | ------ | ---------- | ----------------------- |
|      | Santina Campana (1929–1950)                                                                                          | Büste                    |                          | 2000   | Abruzzen   | Pescina                 |
|      | Sabina Santilli (1917–1999), Aktivistin für die Rechte von Taubblinden und multisensorisch beeinträchtigten Menschen | Büste                    | Vincenzo Trinchino       | 2005   | Abruzzen   | San Benedetto dei Marsi |
|      | Maria Teresa Gentile (1965–1977)                                                                                     | Büste                    |                          | 1984   | Abruzzen   | Sulmona                 |
|      | Francesca Capece (1769–1848), Philanthropin                                                                          | Standbild                | Antonio Bortone          | 1900   | Apulien    | Maglie                  |
|      | Manuela Arcuri (* 1977), Schauspielerin                                                                              | Standbild                | Salvatino De Matteis     | 2002   | Apulien    | Porto Cesareo           |
|      | Lisea (um 200 v. Chr.), Vestalin                                                                                     | Standbild                | Francesco Trani          | 2009   | Apulien    | Tarent                  |
|      | Teresa Gimma (1880–1948), Karmeliterin                                                                               | Büste                    |                          | 2011   | Apulien    | Bari                    |
|      | Mariele Ventre (1939–1995), Gründerin des Kinderchors Piccolo Coro dell’Antoniano                                    | Standbild                |                          | 1990er | Basilikata | Marsico Nuovo           |
|      | Mia Martini (1947–1995), Sängerin und Songwriterin                                                                   |                          |                          | 1996   | Kalabrien  | Bagnara Calabra         |
|      | Nossis (3. Jh. v. Chr.), altgriechische Dichterin                                                                    | Standbild                | Tony Custureri           | 2000   | Kalabrien  | Locri                   |
|      | Vienna L’Appunto di Fuscaldo, Mutter des Heiligen Franz von Paola (1416–1507), zusammen mit ihrem Sohn               | Standbild                | Maurizio Carnevali       | 2008   | Kalabrien  | Paola                   |
|      | Barbara von Nikomedien (3. Jh.), Heilige                                                                             | Standbild                |                          | 1979   | Kampanien  | Caserta                 |
|      | Klara von Assisi („Santa Chiara“; 1194–1253), Heilige, Gründerin des Klarissenordens                                 | Standbild                |                          | 2004   | Molise     | Campobasso              |
|      | Birgitta von Schweden („Santa Brigida“; 1303–1373), Heilige, Mystikerin                                              | Standbild                |                          | 2005   | Molise     | Isernia                 |
|      | Grazia Deledda (1871–1936), Schriftstellerin, Nobelpreisträgerin                                                     | Standbild                | Pietro Longu             | 2020   | Sardinien  | Nuoro                   |
|      | Grazia Deledda (1871–1936), Schriftstellerin, Nobelpreisträgerin                                                     | Büste                    | Lucia Guiso Caggiari     | 1982   | Sardinien  | Nuoro                   |
|      | Grazia Deledda (1871–1936), Schriftstellerin, Nobelpreisträgerin                                                     | abstrakte Skulptur       | Maria Lai                | 2011   | Sardinien  | Nuoro                   |
|      | Grazia Deledda (1871–1936), Schriftstellerin, Nobelpreisträgerin                                                     | Standbild                | Pietro Costa             | 2016   | Sardinien  | Nuoro                   |
|      | Anita Garibaldi (1821–1849), Revolutionärin                                                                          | Büste                    | Costanza Garibaldi       | 1934   | Sardinien  | La Maddalena            |
|      | Maria Carta (1934–1994), Sängerin                                                                                    | Standbild                | Cesare Nardi             | 2005   | Sardinien  | Siligo                  |
|      | Eleonora von Arborea (1350–1404), Herrscherin im Judikat Arborea                                                     | Standbild                | Ulisse Cambi             | 1881   | Sardinien  | Oristano                |
|      | Elena von Montenegro (1873–1952), Königin von Italien                                                                | Standbild                | Antonio Berti            | 1960   | Sizilien   | Messina                 |
|      | Giacinta Pezzana (1841–1919), Schauspielerin                                                                         | Büste                    | Walter Lo Cascio         |        | Sizilien   | Aci Castello            |
|      | Agatha von Catania (3. Jh.), Heilige                                                                                 | Säulenstandbild          | Michele Orlando          | 1774   | Sizilien   | Catania                 |
|      | Rossana Maiorca (1960–2005), Apnoe-Taucherin                                                                         | Nixenstatue unter Wasser | Pietro Marchese          | 2009   | Sizilien   | Syrakus                 |
|      | Mariannina Coffa (1841–1878), Dichterin                                                                              | Büste                    |                          | 1896   | Sizilien   | Noto                    |
|      | Rose Montmasson (1823–1904), Freiheitskämpferin (zusammen mit Francesco Crispi)                                      | Standbild                | Salvatore Rizzuti        | 2011   | Sizilien   | Ribera                  |
|      | Rosalia (12. Jh.), Heilige                                                                                           |                          | Benedetto De Lisi junior | 1963   | Sizilien   | nördlich von Palermo    |
|      | Annarita Sidoti (1969–2015), Geherin                                                                                 | Standbild                | Marco Mammana            | 2018   | Sizilien   | Gioiosa Marea           |
|      | Rosa Balistreri (1927–1990), Volkssängerin                                                                           | Relief                   | Gino Leto                | 2013   | Sizilien   | Licata                  |
|      | Rosetta Romano († 1999), Journalistin und Kunstkritikerin                                                            | Büste                    | Nino Contino             | 2001   | Sizilien   | Agrigent                |